# 11 Kompania Parkowa Saperów
11 Kompania Parkowa Saperów – pododdział saperów Polskich Sił Zbrojnych.

## Geneza
Na podstawie rozkazu L.dz. 24000/tjn.O.I.41 dowódcy I Korpusu z dnia 29 października 1941 roku i rozkazu L.dz. 279/tjn.41 dowódcy Saperów z dnia 12 listopada dowódca 1 Batalionu Saperów „zarządził z dniem 16 listopada 1941 roku zmianę nazwy i przeorganizowanie dotychczasowej 2 kompanii saperów na 11 kompanię parkową saperów według etatu zatwierdzonego rozkazem L.dz. 1201/tjn.O.I.41 Sztabu Naczelnego Wodza”. 17 listopada 1941 roku kompania przeniosła się z Tayport do Budden Camp. 28 listopada 1941 roku dowódca I Korpusu rozkazem L.dz. 26223/O.V.41 mianował dotychczasowego dowódcę 1 kompanii saperów, kapitana Władysława Pogorzelskiego – dowódcą 11 Kompanii Parkowej Saperów. Dowódca kompanii pod względem taktycznym podlegał dowódcy baonu saperów, którego stanowisko zostało włączone do składu osobowego Dowództwa Saperów I Korpusu. Pod względem gospodarczym kompania została przydzielona do Ośrodka Zapasowego Saperów. 6 grudnia 1941 roku kapitan Pogorzelski przekazał dowództwo 11 Kompanii Saperów majorowi Janowi Nepomucenowi Gustowskiemu, a sześć dni później objął obowiązki dowódcy 11 Kompanii Parkowej Saperów. 16 grudnia 1941 roku do kompanii został przydzielony podporucznik rezerwy Tadeusz Tchórzewski z Centrum Wyszkolenia Saperów.
25 lutego 1942 r. Naczelny Wódz gen. Sikorski podjął decyzję o utworzeniu pierwszej w dziejach oręża polskiego dywizji pancernej.  We wrześniu 1942 r. w skład 1  Dywizji Pancernej wchodziły oddziały saperów między innymi 11 kompania parkową saperów. Kompania stacjonowała w Dalkeith. W  składzie 1 Dywizji Pancernej i przy takiej obsadzie kompania bierze udział, na wiosnę 1944r w ćwiczeniach dywizyjnych i między dywizyjnych w rejonie Scarborough i Pickering w hrabstwie York, a następnie przeszła cały szlak bojowy od Caen poprzez Falaise, most „Warszawa” na Sekwanie, Ieper, Gandawe, Bredę, Aschendort do Wilhelmshaven.

## Organizacja wojenna kompanii parkowej saperów
- dowódca kompanii saperów (major)
- zastępca dowódcy kompanii saperów (porucznik)
- pluton gospodarczy
- pluton warsztatowy
- pluton sprzętowy

Łącznie kompania liczyła 5 oficerów i 112 szeregowych. Posiadała 1 radiostację dla dowódcy kompanii oraz 40 pojazdów mechanicznych, kompletne wyposażenie warsztatów, sprężarki, spawarkę, zestaw do uzdatniania wody, elektrownie polową, spychacze oraz sprzęt i materiały na uzupełnienie potrzeb kompanii liniowych.

## Obsada personalna
- dowódca kompanii – kpt. Władysław Pogorzelski (1940 – 1942)
- dowódca kompanii – kpt. inż. Wiktor Neklaws (1942 – 1943)
- dowódca kompanii – kpt. Adam Gorczyca (1943 – 1947)
- zastępca dowódcy kompanii – por. Józef Bazgier (1943 – 1947)